# Ochotonidae
Pour les articles homonymes, voir Pika (homonymie).
« Pika  » redirige ici. Pour l’article homophone, voir Pica.
Famille
Classification phylogénétique
- Glires
  - Lagomorphes
    - Léporidés
    - Ochotonidés

  - Rongeurs

Les Ochotonidés (Ochotonidae) sont une famille de mammifères lagomorphes, proches des lièvres et des lapins, dont la plupart des espèces ont désormais disparu. Les survivants sont les pikas ou ochotones du genre Ochotona. Ce sont des animaux de taille moyenne qui se distinguent notamment par leurs oreilles et pattes postérieures réduites ainsi que par leur cri : un sifflement strident qui les fait surnommer lièvres siffleurs ou criards. Certains auteurs y classent aussi la famille récemment éteinte des Prolagidae dont le dernier représentant fut le « Pika » corse et sarde (Prolagus sardus) dont l'espèce s'est éteinte vers la fin du XVIIIe siècle.

## Évolution
La divergence entre la famille des Ochotonidés et les autres lagomorphes remonterait à l'Éocène. Par la suite, cette famille a occupé au Cénozoïque une vaste aire de répartition : Eurasie, Amérique du Nord et Afrique. Les modifications climatiques pléistocènes et la concurrence accrue des rongeurs expliqueraient leur confinement actuel aux régions froides holarctiques.

## Habitat
Tous les Ochotonidés modernes vivent dans les régions tempérées-froides de l'écozone holarctique.
Les pikas nord-américains (deux espèces) vivent habituellement en haute altitude au pied des falaises, où les tas de pierres ont été formés par l'action du processus gel - dégel. La plupart des pikas utilisent les tas de pierres comme abri contre les intempéries et les prédateurs. Les pikas asiatiques (une vingtaine d'espèces) fréquentent des habitats variés, depuis les steppes sibériennes jusqu'aux sommets de l'Himalaya à plus de 6 000 mètres ; bon nombre d'entre eux sont fouisseurs et grégaires.
Une espèce très rare, le pika d'Ili (Ochotona iliensis), vit dans les montagnes du Nord-Ouest de la Chine ; il n'en resterait qu'une population de 2 000 individus très difficiles à observer. En 2015, des photos ont été réalisées, les précédentes remontaient à une vingtaine d'années.

## Nourriture
Les pikas sont des herbivores, mangeant presque tout ce qui pousse dans leur habitat (plantes, fleurs, etc.) rocailleux, même certaines plantes toxiques (ainsi Ochotona rufescens est insensible aux alcaloïdes opiacés). Ces animaux n'hibernant pas, ils font le plus souvent des provisions de végétation durant le court été alpin et la stockent sous forme de tas de foin entre les rochers ; ceux-ci sont exploités durant l'hiver. Ils peuvent également rechercher leur nourriture en creusant la neige.

## Classification
Cette famille a été décrite pour la première fois en 1897 par le zoologiste britannique Michael Rogers Oldfield Thomas (1858-1929).
Certains auteurs y classent aussi la famille récemment éteinte des Prolagidae avec l'unique genre des Prolagus qui comprend entre autres espèces éteintes le pika corso-sarde (Prolagus sardus) disparu à l'époque historique, peut-être vers la fin du XVIIIe siècle.

### Genres actuels
Selon Mammal Species of the World (version 3, 2005)  (27 mars 2015), ITIS (27 mars 2015), Catalogue of Life (27 mars 2015) et NCBI (27 mars 2015):
- genre Ochotona Link, 1795 - les pikas non éteints

## Écologie
Trente espèces environ sont connues, capables de vivre à des altitudes variées grâce à des adaptations évolutives particulières ; les Pikas sont notamment capables de s'abriter sous terre et ils sont particulièrement aptes à maintenir leurs corps à une bonne température dans des environnements très froids.
Encore très actifs en hiver, ils contribuent au réseau trophique des zones de montagne ; c'est l'une des principales sources de nourriture pour les carnivores de haute montagne non hibernants (par exemple le léopard des neiges, des mustélidés et même des ours dans l’Himalaya).
En tant que fouisseur, le pika aère les sols (dont de montagne), et facilite la pénétration et la rétention des fortes pluies : avec jusqu'à 60 entrées pour un seul terrier familial, le pika transforme le paysage en une « éponge » capable de mieux absorber les pluies de mousson, ralentissant ainsi l'érosion et le ruissellement, aidant à garnir les nappes phréatiques et stabilisant le niveau des cours d'eau toute l'année, au profit de nombreuses autres espèces, dont l'Homme.

## États, pressions, menaces
Beaucoup d'espèces de pikas sont biologiquement adaptées à des environnements hivernaux frais à très froids. Avec le réchauffement climatique, ils doivent donc trouver des corridors climatiques soit pour remonter vers le nord (ce qui leur est souvent difficile dans des environnements de plus en plus écologiquement fragmentés), soit pour grimper et s'établir à des altitudes plus élevées (ce qui n'est possible que quand ils n'entrent pas en concurrence avec d'autres espèces, qu'ils ne sont pas déjà sur des zones de sommets, et tant que leur organisme reste adapté aux faibles teneurs en oxygène de l'air en altitude).
Selon une étude de 2016, les pikas de basse altitude pourraient ne pas être en mesure de s'adapter assez rapidement à l'air trop pauvre (pour eux) des altitudes plus élevées. Les chercheurs ont comparé trois gènes mitochondriaux impliqués dans l'utilisation de l'oxygène, chez dix espèces vivant à des altitudes diverses, du niveau de la mer aux hautes montagnes (5 000 mètres). Ces gènes codent des protéines qui permettent d'utiliser l'oxygène pour produire l'énergie chimique et calorique dont a besoin leur organisme. Les espèces de pikas trouvées en haute altitude ont un génome permettant une conversion efficace des graisses et sucres en énergie, sans beaucoup d'oxygène, mais ce n'est pas le cas des espèces de basse altitude qui ont besoin de plus d'oxygène pour survivre.
Or, si le pika recule ou disparaît de certains paysages (plateau tibétain par exemple), les écosystèmes et réseaux trophiques pourraient en être gravement affectés.

### Liste complète des genres historiques ou éteints
Selon The Paleobiology database
- † Alloptox
- † Amphilagus
- † Bellatona
- † Cuyamalagus
- † Desmatolagus (syn. Procaprolagus)
- † Gripholagomys
- † Hesperolagomys
- † Kenyalagomys
- † Lagopsis
- Ochotona - les pikas modernes
- † Ochotonoides
- † Ochotonoma
- † Oklahomalagus
- † Oreolagus
- † Piezodus
- † Prolagus - dont le Pika sarde †
- † Russellagus
- † Sinolagomys
- † Titanomys

## Pika dans la culture populaire
Malgré une croyance largement répandue,, le pika n'a pas de rapport avec la créature de fiction Pikachu. En effet, le créateur de Pokémon Satoshi Tajiri a expliqué dans une interview qu'il avait été créé à partir des onomatopées japonaises de l'étincelle ぴかぴか (pikapika) et du couinement de la souris チュウ (chu), le présentant donc comme une souris électrique ; de fait, il infirme ainsi les suppositions de certains sites de fans qui voyaient dans ce nom une référence à un ochotonidae,.